# Erzbistum Puerto Montt

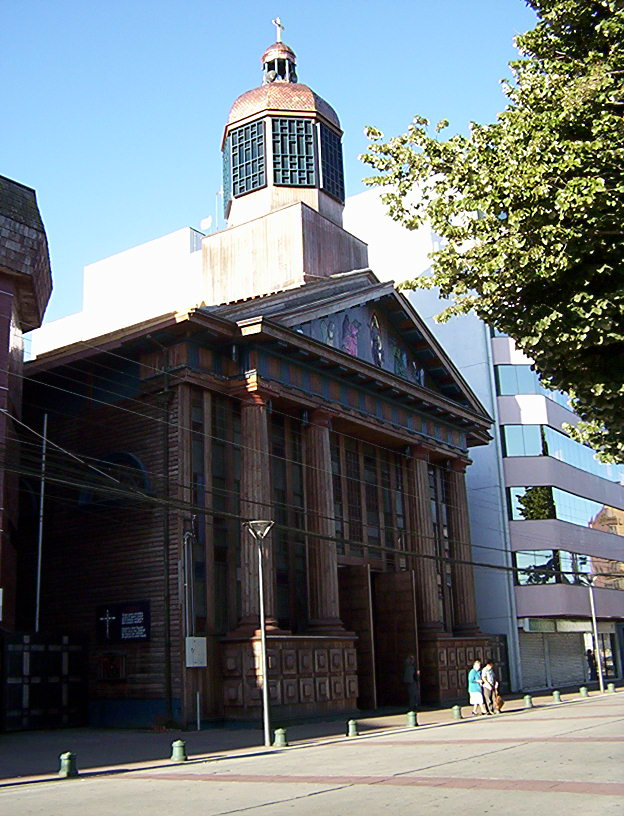
Kathedrale Nuestra Señora del Carmen in Puerto Montt
Lage des Erzbistums (rot) und seiner Suffraganbistümer (rosa und blau) in Chile

Das Erzbistum Puerto Montt (lat.: Archidioecesis Portus Montt, span.: Arquidiócesis de Puerto Montt) ist eine in Chile gelegene Erzdiözese der römisch-katholischen Kirche mit Sitz in Puerto Montt.

## Geschichte
Das Bistum Puerto Montt wurde am 1. April 1939 durch Papst Pius XII. mit der Apostolischen Konstitution Summi Pontificatus aus Gebietsabtretungen des Bistums San Carlos de Ancud errichtet. Es wurde dem Erzbistum Concepción als Suffraganbistum unterstellt. Das Bistum gab am 15. November 1955 Teile seines Territoriums zur Gründung des Bistums Osorno ab.
Am 10. Mai 1963 wurde das Bistum Puerto Montt durch Papst Johannes XXIII. mit der Apostolischen Konstitution Apostolicae Sedis zum Erzbistum erhoben.

## Bischöfe

### Bischöfe von Puerto Montt
- Ramón Munita Eyzaguirre, 1939–1957, dann Bischof von San Felipe
- Alberto Rencoret Donoso, 1958–1963

### Erzbischöfe von Puerto Montt
- Alberto Rencoret Donoso, 1963–1970
- Eladio Vicuña Aránguiz, 1974–1987
- Savino Bernardo Maria Cazzaro Bertollo OSM, 1988–2001
- Cristián Caro Cordero, 2001–2018
- Luis Fernando Ramos Pérez, seit 2019